# Býkev
Obec Býkev se nachází v okrese Mělník, kraj Středočeský. Rozkládá se asi pět kilometrů západně od Mělníka a žije zde 585 obyvatel.

## Části obce
- Býkev
- Jenišovice

Od 1. července 1960 do 31. března 1976 k obci patřila i Daminěves.

## Historie
První písemná zmínka o obci pochází z roku 1392.

### Územněsprávní začlenění
Dějiny územněsprávního začleňování zahrnují období od roku 1850 do současnosti. V chronologickém přehledu je uvedena územně administrativní příslušnost obce v roce, kdy ke změně došlo:
- 1850 země česká, kraj Praha, politický i soudní okres Mělník[5]
- 1855 země česká, kraj Praha, soudní okres Mělník
- 1868 země česká, kraj Praha, politický i soudní okres Mělník
- 1939 země česká, Oberlandrat Mělník, politický i soudní okres Mělník[6]
- 1942 země česká, Oberlandrat Praha, politický i soudní okres Mělník[7]
- 1945 země česká, správní i soudní okres Mělník[8]
- 1949 Pražský kraj, okres Mělník[9]
- 1960 Středočeský kraj, okres Mělník
- 2003 Středočeský kraj, okres Mělník, obec s rozšířenou působností Mělník

### Rok 1932
V obci Býkev (256 obyvatel) byly v roce 1932 evidovány tyto živnosti a obchody: 2 hostince, košíkář, 2 kováři, 5 rolníků, 2 obchody se smíšeným zbožím, řezník, trafika, velkostatek Lobkowitz, zahradnictví.
Ve vsi Jenišovice (140 obyvatel, samostatná ves se později stala součástí obce Býkev) byly v roce 1932 evidovány tyto živnosti a obchody: hostinec, kovář, obecní čedičový lom, obchod s mlékem, 2 obuvníci, obchod s ovocem, pohodný, pokrývač, řezník, 2 obchody se smíšeným zbožím, trafika, truhlář, velkostatek.

## Doprava
- Pozemní komunikace – Okolo zastavěné části obce prochází silnice I/16 Řevničov - Slaný - Býkev - Mělník - Mladá Boleslav.
- Železnice – Železniční stanice na území obce není. Po okraji katastrálního území obce vede železniční Trať 090 v úseku Kralupy nad Vltavou - Roudnice nad Labem. Nejblíže obci je železniční stanice Vraňany ve vzdálenosti 3,5 km ležící na koridorové trati 090 z Prahy do Ústí nad Labem, ve stanici odbočuje trať 094 Vraňany - Lužec nad Vltavou a trať 095 Vraňany - Zlonice.
- Veřejná doprava 2012 – Obcí projížděla autobusová linka Mělník-Spomyšl-Kralupy nad Vltavou (v pracovních dnech 9 spojů, o víkendu 1 spoj) (dopravce ČSAD Střední Čechy, a. s.).